# 1974 Голяма награда на Аржентина
1974 Голяма награда на Аржентина е 10-о за Голямата награда на Аржентина и първи кръг от сезон 1974 във Формула 1, провежда се на 13 януари 1974 година на пистата Оскар Галвес в Буенос Айрес, Аржентина.

## Репортаж
След близо три месеца новият сезон във Формула отново се състоя на трасето в Буенос Айрес, този път използвайки дългата №15 конфигурация, за разлика от предишните две издания, където е използвана конфигурацията №9. Лотус пристигнаха с два Лотус-а 72E (като болидите са вече по-разпознати със смяната на златистия цвят на жълт) за Рони Петерсон и новия му съотборник, Джаки Икс. Тирел са с изцяло нов пилотски състав като Джоди Шектър има на разположение два модела на 006, а Патрик Депайе е със стария модел 005. Макларън са с три модела на М23 за новия им пилот, Емерсон Фитипалди и за Дени Хълм, изцяло оцветени с цветовете на Марлборо, докато Майк Хейлууд (идвайки от Съртис) е с цветовете на Yardley of London. Брабам BT44 прави своя дебют, но без наличието на спонсори. Тимът е воден от Карлос Ройтеман и от платения състезател Ричард Робартс. Джон Уотсън за отбора на Голди Хексагон е с миналогодишния BT42. Ферари са с изцяло нов пилотски състав, воден от Клей Регацони и Ники Лауда, и двамата бивши пилоти на БРМ.
БРМ запазиха Жан-Пиер Белтоаз, който е присъединен с още двама френски пилоти в лицето на Анри Пескароло и Франсоа Миго. Шадоу също са с нов състав в лицето на бившия пилот от Макларън, Питър Ревсън и Жан-Пиер Жарие като французина има на разположение миналогодишния DN1, а за американеца новия DN3. Напускането на Хейлууд от Съртис даде място за германеца Йохен Мас, за да си партнира с Карлос Паче като и двамата са с новия TS16. Исо Марлборо са с Артуро Мерцарио, чийто отбор дотогава са без втори пилот, докато Инсайн са с Рики фон Опел. Новият болид на Хескет се очаква да бъде готов за европейските състезания, и затова решават да използват модифицирания Марч 731 за Джеймс Хънт, докато заводският отбор е с нов пилоти в лицето на Ханс-Йоахим Щук и Хоудън Гънли (като новозеландецът планира да участва за тях, докато новият му отбор Маки се очаква да се състезава малко по-късно) в изцяло новите 741 модели от Робин Хърд. Греъм Хил и неговият му отбор смениха шаситата си от Шадоу на Лола, които разработиха два T370 за него и за новия му съотборник Гай Едуардс.

### Квалификация
Обичайното горещо време върху почти новото трасе, означаваше много въпросителни и неясноти, но Петерсон, който имаше силна втора част на сезон 1973, взе пола пред втория Клей Регацони. Фитипалди и новият му Макларън се класира трети пред Ревсън и новият му Шадоу, който имаше шанс да вземе пола, но проблем с пожарогасителя му попречи да го направи. Хънт се класира пети пред Ройтеман, Икс, Лауда, Хейлууд и Хълм.

### Състезание
Сутрешната загрявка, почти принуди Петерсон да отпадне от състезанието преди да започне, след като проблем със запалването принуди отборът му да смени двигателя, докато проблеми с управлението принуди Инсайн и Рики фон Опел да се оттеглят, оставяйки само 25 пилоти за старта. Петерсон и Хънт направиха добри стартове, но не и за Регацони, който се догонен от Ревсън. Американецът обаче удари Ферари-то на швейцареца, преди съотборника му Жарие да го удари, пращайки двата черни болида извън състезанието, въпреки че Питър се прибра в бокса след края на първата обиколка, за да потвърди на механиците повредите по болида. Мерцарио трябваше също да влезе, за смяна на ново предно крило.
Хънт изпревари Петерсон след първата обиколка, преди да се счупи съединителя, което го прати назад в колоната. Това остави Петерсон да води пред Ройтеман, Фитипалди, Хейлууд, Икс, Хълм, Паче, Лауда, Белтоаз и Депайе, докато Регацони се движеше 20-и. В третата обиколка, обаче аржентинеца изпревари Лотус-а, за да стане новия лидер, което зарадва местните фенове, докато Фитипалди се свлече до осма позиция. Бразилецът спря в бокса за съмнение с проблем в двигателя, пращайки Хейлууд за кратко на трето място, преди да бъде изпреварен от Хълм. Зад Икс, Лауда го преследваше сериозно, след като мина през Съртис-а на Паче, докато Белтоаз се бореше да остане с преследвачите.
Скоро Ройтеман се откъсна от Петерсон, който е погълнат от Марлборо-Макларън-а на Хълм, докато Мас, Хънт и Мерцарио отпаднаха с проблеми по техните двигатели като вероятната причина е горещото време. Регацони успя да се добере до 7-а позиция в 15-а обиколка, а пред него Икс също мина през Хейлууд и въпреки счупения съединител, преследваше Хълм, преди да спре в бокса за смяна на гуми, след като една от тях се разпръсна от износване в 28-ата обиколка. През това време Паче и Шектър изчезнаха от класирането, докато Депайе не успя да се защити от атаките на Белтоаз и скоро е изпреварен. Фитипалди също се присъедини към списъка с отпадналите, след второто му влизане в бокса, когато изключи стартера по погрешка и не успя да стартира болида си отново.
Подкрепян от публиката, местния герой Ройтеман вече води пред Хълм с 30 секунди, и въпреки горната част на въздушната кутия на неговия Брабам да се откачи, поради голямата скорост, аржентинеца продължи да бъде на лидерска позиция. Следващата жертва на Регацони е Хейлууд в 35-а обиколка, след като и Лауда мина пред Макларън-а. Щук също напусна състезанието, както и Икс с един и същ проблем в съединителя, докато проблемите на Петерсон продължиха.
Тогава Хълм започна да яде от преднината на Ройтеман, който получи проблем в главината към дистрибутора, вместо проблем с въздушната кутия. Със само пет обиколки до финала, двигателя на неговия Брабам отказваше на завоите, което даде шанс на новозеландеца да го изпревари в последната обиколка, за огромно съжаление на местните фенове, след като Ройтеман остана без гориво.
Не за първи път късметът на Хълм му се отплати и отвори сезона с победа пред двете Ферари-та на Лауда и Регацони, които също направиха добро състезание. Хейлууд най-после взе точки, след разочороващия му сезон със Съртис предната година пред Белтоаз и Депайе. Ройтеман е класиран седми, въпреки липсата на гориво пред Гънли, Пескароло и Фитипалди. Едуардс, Уотсън и Петерсон допълниха финишираните, докато Хил отпадна осем обиколки до края, след като двигателя му прегря.

## Класиране

### Състезание
| Поз | No | Пилот             | Конструктор      | Обиколки | Време/Отпадане | Място | Точки |
| --- | -- | ----------------- | ---------------- | -------- | -------------- | ----- | ----- |
| 1   | 6  | Денис Хълм        | Макларън-Форд    | 53       | 1:41:02.01     | 10    | 9     |
| 2   | 12 | Ники Лауда        | Ферари           | 53       | + 9.27         | 8     | 6     |
| 3   | 11 | Клей Регацони     | Ферари           | 53       | + 20.41        | 2     | 4     |
| 4   | 33 | Майк Хейлууд      | Макларън-Форд    | 53       | + 31.79        | 9     | 3     |
| 5   | 14 | Жан-Пиер Белтоаз  | БРМ              | 53       | + 51.84        | 14    | 2     |
| 6   | 4  | Патрик Депайе     | Тирел-Форд       | 53       | + 1:52.48      | 15    | 1     |
| 7   | 7  | Карлос Ройтеман   | Брабам-Форд      | 52       | Без гориво     | 6     |       |
| 8   | 10 | Хоудън Гънли      | Марч-Форд        | 52       | Без гориво     | 19    |       |
| 9   | 15 | Анри Пескароло    | БРМ              | 52       | + 1 Об.        | 21    |       |
| 10  | 5  | Емерсон Фитипалди | Макларън-Форд    | 52       | + 1 Об.        | 3     |       |
| 11  | 27 | Гай Едуардс       | Лола-Форд        | 51       | + 2 Об.        | 25    |       |
| 12  | 28 | Джон Уотсън       | Брабам-Форд      | 49       | + 4 Об.        | 20    |       |
| 13  | 1  | Рони Петерсон     | Лотус-Форд       | 48       | + 5 Об.        | 1     |       |
| Отп | 26 | Греъм Хил         | Лола-Форд        | 45       | Двигател       | 17    |       |
| Отп | 2  | Джеки Икс         | Лотус-Форд       | 36       | Съединител     | 7     |       |
| Отп | 8  | Ричард Робартс    | Брабам-Форд      | 36       | Ск.кутия       | 22    |       |
| Отп | 9  | Ханс-Йоахим Щук   | Марч-Форд        | 31       | Съединител     | 23    |       |
| Отп | 37 | Франсоа Миго      | БРМ              | 31       | Теч-вода       | 24    |       |
| Отп | 3  | Джоди Шектър      | Тирел-Форд       | 25       | Двигател       | 12    |       |
| Отп | 18 | Карлос Паче       | Съртис-Форд      | 21       | Окачване       | 11    |       |
| Отп | 20 | Артуро Мерцарио   | Исо Малборо-Форд | 19       | Прегряване     | 13    |       |
| Отп | 24 | Джеймс Хънт       | Марч-Форд        | 11       | Прегряване     | 5     |       |
| Отп | 19 | Йохен Мас         | Съртис-Форд      | 10       | Двигател       | 18    |       |
| Отп | 16 | Питър Ревсън      | Шадоу-Форд       | 1        | Инцидент       | 4     |       |
| Отп | 17 | Жан-Пиер Жарие    | Шадоу-Форд       | 0        | Инцидент       | 16    |       |

## Класиране след състезанието
| Поз | Пилот            | Точки |
| --- | ---------------- | ----- |
| 1   | Денис Хълм       | 9     |
| 2   | Ники Лауда       | 6     |
| 3   | Клей Регацони    | 4     |
| 4   | Майк Хейлууд     | 3     |
| 5   | Жан-Пиер Белтоаз | 2     |
| 6   | Патрик Депайе    | 1     |

| Поз | Конструктор   | Точки |
| --- | ------------- | ----- |
| 1   | Макларън-Форд | 9     |
| 2   | БРМ           | 6     |
| 3   | Ферари        | 3     |
| 4   | Тирел-Форд    | 1     |